# Гуладтынский сельсовет
Гуладтынский сельсовет  — административно-территориальная единица и муниципальное образование со статусом сельского поселения в Дахадаевском районе Дагестана Российской Федерации.
Административный центр — село Гуладты.

## Население
| 2002  | 2010  | 2012  | 2013  | 2014  | 2015  | 2016  |
| ----- | ----- | ----- | ----- | ----- | ----- | ----- |
| 1000  | ↗1033 | ↘1025 | ↘1022 | ↘1021 | ↘1009 | ↗1018 |
| 2017  | 2018  | 2019  | 2020  | 2021  | 2023  | 2024  |
| ↗1021 | ↘1008 | ↘1000 | ↘998  | ↘688  | ↗692  | ↗693  |
| 2025  |       |       |       |       |       |       |
| ↘681  |       |       |       |       |       |       |

## Состав
| № | Населённый пункт | Тип населённого пункта       | Население |
| - | ---------------- | ---------------------------- | --------- |
| 1 | Гуладты          | село, административный центр | ↘450      |
| 2 | Мирзита          | село                         | ↘238      |